# René Rivera
Pour les articles homonymes, voir Rivera.
René Rivera (né le 31 juillet 1983 à Bayamón, Porto Rico) est un receveur des Indians de Cleveland de la Ligue majeure de baseball.

## Carrière
René Rivera est un choix de deuxième ronde des Mariners de Seattle en 2001. Il joue sa première partie dans les majeures le 22 septembre 2004, à l'âge de 21 ans. 
Rappelé des ligues mineures à la fin mai 2005, Rivera frappe trois coups sûrs en cinq présences au bâton à sa première partie de l'année dans les grandes ligues le 31 mai contre les Blue Jays de Toronto. Son premier simple de la partie est aussi son premier coup sûr dans les majeures, réussi aux dépens du lanceur des Jays, Chad Gaudin. Il obtient aussi son premier point produit dans cette rencontre. Le 26 juin 2005, Rivera claque son premier coup de circuit, contre Woody Williams des Padres de San Diego. Le jeune receveur portoricain dispute 16 parties avec les Mariners au cours de cette saison, maintenant une belle moyenne au bâton de ,376 avec 19 coups sûrs en 48, un circuit et six points produits.
En 2006, il est rappelé des mineures pour un total de 35 parties avec Seattle. Il ne frappe que pour ,152 avec deux coups de circuit et quatre points produits.
Considéré dans les ligues mineures comme un bon receveur défensif, René Rivera ne parvient pas à percer définitivement l'alignement des Mariners. Après une année 2007 passée entièrement dans les mineures dans la classe Double-A avec les Rainiers de Tacoma, club affilié aux Mariners, il passe les saisons 2008 à 2010 dans les mineures, cette fois dans l'organisation des Dodgers de Los Angeles, des Mets de New York et des Yankees de New York. En janvier 2011, il signe un contrat avec les Twins du Minnesota. Plus de quatre ans et demi après son dernier match joué pour Seattle, Rivera revient dans les majeures en 2011 avec les Twins et il dispute 45 parties, son plus haut total en une saison, avec l'équipe durant cette saison. Il passe l'entière saison 2012 dans le Triple-A avec les Red Wings de Rochester, le club-école des Twins.
Le 12 décembre 2012, il rejoint les Padres de San Diego. Après 23 matchs joués où il récolte 17 coups sûrs en 2013, Rivera connaît les meilleurs moments de sa carrière en 2014, où il est le principal receveur des Padres. Au sein d'une équipe qui frôle le record de médiocrité du baseball majeur en offensive, Rivera livre paradoxalement ses meilleures performances au bâton. Il termine deuxième des Padres pour la moyenne au bâton (,252) et la moyenne de puissance (,432). Il réussit 11 circuits et produit 44 points.
Le 19 décembre 2014, Rivera est échangé aux Rays de Tampa Bay avec le lanceur droitier Burch Smith et le premier but Jake Bauers, en retour du voltigeur Wil Myers, du receveur Ryan Hanigan, du lanceur droitier Gerardo Reyes et du lanceur gaucher José Castillo. 
Rivera rejoint en 2016 les Mets de New York.
Le 19 août 2017, Rivera est réclamé au ballottage par les Cubs de Chicago.